# Mathieu Trésarrieu
Mathieu „Mat” Trésarrieu (ur. 2 marca 1986 w Bordeaux) – francuski żużlowiec, występujący również na długim torze i na trawie.

## Życiorys

### Kariera sportowa
W lidze brytyjskiej reprezentant klubów: Isle of Wight (2002, 2003), Swindon (2005), Reading (2005, 2006), Ipswich (2005, 2011, 2012), Redcar (2006, 2007), Oxford (2006), Coventry (2006), Wolverhampton (2006), Peterborough (2010), Leicester (2011) oraz Rye House (2014).

### Życie prywatne
Brat Stéphane’a Trésarrieugo i Sébastiena Trésarrieugo oraz wujek Mathiasa Trésarrieugo, również żużlowców.

## Osiągnięcia
Największe osiągnięcia:
- siedmiokrotny medalista indywidualnych mistrzostw świata na długim torze: dwukrotnie złoty (2017, 2022) oraz pięciokrotnie brązowy (2007, 2016, 2018, 2019, 2020),
- dziesięciokrotny medalista drużynowych mistrzostw świata na długim torze: dwukrotnie złoty (2018, 2019), trzykrotnie srebrny (2010, 2013, 2017) oraz pięciokrotnie brązowy (2007, 2009, 2012, 2014, 2022),
- dwukrotny medalista indywidualnych mistrzostw Europy na torze trawiastym: złoty (2020) oraz srebrny (2016),
- sześciokrotny medalista indywidualnych mistrzostw Francji na torze trawiastym: dwukrotnie złoty (2009, 2016) oraz czterokrotnie srebrny (2002, 2003, 2005, 2011).